# Lừa Fariñeiro
Lừa Fariñeiro, còn được gọi là Burro Fariñeiro là một giống lừa nhà nhỏ bản địa của cộng đồng tự trị của Galicia, ở phía tây bắc Tây Ban Nha. Tên của giống lừa có nguồn gốc từ việc sử dụng trước đây của nó như là một động vật vận chuyển để vận chuyển bao bột (Galicia: fariña). Nó cũng có thể được gọi theo tiếng Tây Ban Nha là Asno Gallego.
Giống lừa này không có sự công nhận chính thức, và số lượng của nó bị suy giảm nghiêm trọng. Chúng có thể được tìm thấy chủ yếu ở Península del Morrazo ở tỉnh Pontevedra, trong khu vực xung quanh Betanzos ở tỉnh A Coruña, trong các khu vực của các khu vực Los Ancares và O Caurel của tỉnh Lugo và trên các ngọn núi của tỉnh của Ourense.

## Lịch sử
Giống Fariñeiro không được công nhận bởi Bộ trưởng de Agricultura, Alimentación y Medio Ambiente - Bộ Nông nghiệp Tây Ban Nha, cũng không được liệt kê trong số các giống động vật Tây Ban Nha có nguy cơ bị tuyệt chủng ", nó không nằm trong số các giống được báo cáo bởi Tây Ban Nha tới DAD-IS.
Đó là trong quá khứ, và vẫn có thể, được sử dụng như một con vật có vai trò vận chuyển hàng hóa, bao gồm việc vận chuyển bột mang tên tương đồng với tên giống, mang nho từ vườn nho trong vụ thu hoạch nho, và mang theo rong biển thu thập trên các bãi biển Đại Tây Dương được sử dụng làm phân bón nông nghiệp.